# جوزيف بويد
جوزيف بويد هو سياسي كندي، ولد في 1835، وتوفي في 1925.